# NGC 2556
NGC 2556 је лентикуларна галаксија у сазвежђу Рак која се налази на NGC листи објеката дубоког неба.
Деклинација објекта је + 20° 56' 15" а ректасцензија 8h 19m 0,8s. Привидна величина (магнитуда) објекта NGC 2556 износи 14,3 а фотографска магнитуда 15,3. NGC 2556 је још познат и под ознакама CGCG 119-45, NPM1G +21.0177, PGC 23325.